# Stephen Tataw
Stephen Tataw Eta (* 31. März 1963 in Yaoundé; † 31. Juli 2020 ebenda) war ein kamerunischer Fußballspieler. Er gewann mit der Nationalmannschaft seines Landes den Afrika-Cup 1988 und nahm an zwei Fußball-Weltmeisterschaften teil.

## Karriere

### Verein
Tataw spielte in Kamerun professionell von 1988 bis 1991 bei Tonnerre Yaoundé sowie von 1992 bis 1994 für Olympic Mvolyé. Mit beiden Klubs gewann er zweimal den Landespokal. Mit Tonnerre wurde er zudem 1988 kamerunischer Meister.
1995 wechselte Tataw als erster afrikanischer Spieler nach Japan zum Zweitligisten Tosu Futures. 1997 löste sich er Klub nach dem Rückzug des Hauptsponsors auf. Tataw beendete daraufhin seine Spielerkarriere.

### Nationalmannschaft
Am 16. Dezember 1986 debütierte Tataw im Spiel gegen die Republik Kongo in der kamerunischen Nationalmannschaft. Er nahm an drei Afrikameisterschaften teil. 1988 gewann er mit seiner Mannschaft den Titel des Afrikameisters. Zwei Jahre später schied Kamerun als Titelverteidiger bereits nach der Vorrunde aus. Beim Turnier 1994 erreichte das Team das Halbfinale und wurde am Ende Vierter.
Tataw stand auch bei der Weltmeisterschaft 1990 in Italien im Aufgebot der „unzähmbaren Löwen“, die er als Mannschaftskapitän bis in das Viertelfinale führte. Für die Fußball-Weltmeisterschaft 1994 wurde er ebenfalls in den kamerunischen Kader berufen und bestritt alle drei Gruppenspiele. Kamerun schied mit einem Unentschieden und zwei Niederlagen nach der Vorrunde aus. Nach der Weltmeisterschaft beendete Tataw seine internationale Karriere.

## Persönliches
Stephen Tataw starb am 31. Juli 2020 im Alter von 57 Jahren.

## Erfolge
- Kamerunischer Meister: 1988
- Kamerunischer Pokalsieger: 1989, 1991, 1992, 1994
- Afrikameisterschaft: 1988